# ジャライル

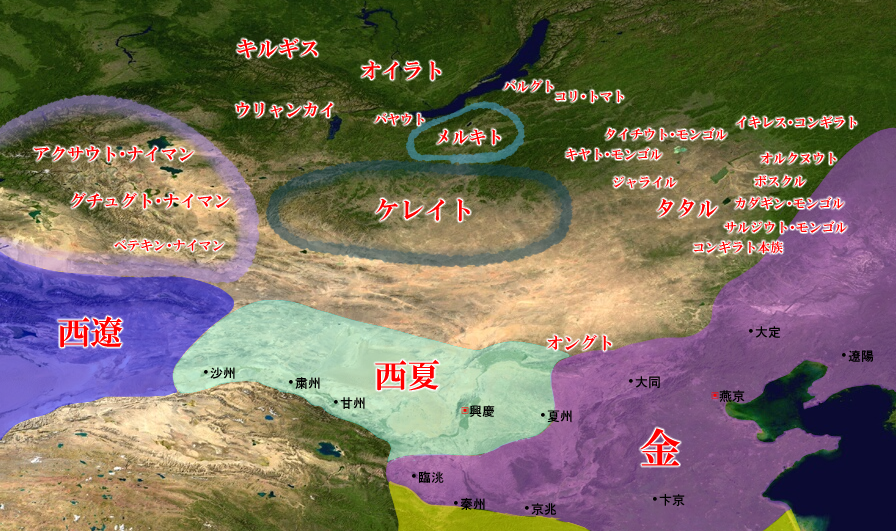
12世紀のモンゴル高原の諸部族

ジャライル（英語：Jalairs、モンゴル語：Жалайр）は、かつてモンゴル高原を始め中央ユーラシアに分布した遊牧民族。古くからモンゴル帝国に仕え、その子孫の一部は14世紀に西アジアでジャライル朝を建設した。

## 概要
古くはウイグル帝国に隷属してカラコルム近くにいたが、ウイグル帝国の崩壊後はオノン河畔に移った。10世紀から11世紀にかけては、契丹族の遼や女真族の金朝と争い、その攻撃をうけて北方に敗走した。そのとき、モンゴル部族のメネン・トドンの牧地を侵し、その妻のモヌルンや7人の子らを殺害したため、モンゴル部族の怒りを買い、後に征服された。以降、部族全体がモンゴル部族に隷属して「譜代の隷臣（オテグウ・ボゴル）」部族となり、チンギス・カン時代はウリャンカイ部族などと並んでモンゴル・ウルスに隷属する二大部族となった。「ジャライル」という呼称は恐らく古代回鶻の可汗を輩出した薬羅葛（ヤグラカル）氏のモンゴル語風の発音に因る。

## 歴史

### 契丹人による虐殺
モンゴル人たちのうちにジャライルという名のドルルキン（枝族）出身の者たちがいた。彼らは70翼（クリエン：1クリエン＝1千家族）あり、いくつかの部族はケルレン地方に住んでいた。このケルレン地方はヒタイ（契丹）人の地に近かったため、ヒタイ人の軍勢がジャライルの地に侵入しようとしていたが、間にケルレン川が流れており、容易に渡れる様子ではなかった。それを見たジャライルの人たちはヒタイ人が渡れないのをいいことに、彼らをからかってはやしたてた。怒ったヒタイ人たちはその夜のうちにイカダを作り、川を渡ってジャライル部族の女から子供にいたるまで皆殺しにし、財産を奪っていった。

### メネン・トドンの妻子殺害
ジャライル部族のある一団だけは皆と離れ、敵軍がやってこないようなはずれに住んでいた。そのうちの70家族は住地を離れて逃亡し、モンゴル部族の故メネン・トドンの妻モヌルン（ノムルン）の領土に移動してきた。しかし、飢えに耐えかねたジャライルの人たちはモヌルンの牧地を掘りあさって草の根を食べ始めた。ちょうどそこではモヌルンの諸子が乗馬の駆け足の練習をしていたが、モヌルンは自分らの土地が荒らされるのを嫌がり、馬車に乗ってジャライルの人たちを負傷させた。これに対しジャライルの人たちは馬群を駆り立てて復讐し、モヌルンの諸子とモヌルンを斬り殺した。この時モンゴル部族で生き残ったのが薪置き場に隠されていた孫のカイドゥと婿養子に行っていた第七子のナチン・バアトルのみであった。
留まっていたジャライル部族の一団が自分たちの所から逃亡した70家族がモンゴル部族に大変なことを仕出かしたことを詫び、その70家族の家長を皆殺しにして残った家族をカイドゥ家の家人・捕虜とした。それ以来その一族はモンゴル部族の譜代家人（オテグ・ボコル）となり、代々モンゴルに仕えることとなる。

## 構成氏族
ラシードゥッディーン『集史』によると、この部族は10個の氏族に分かれ、各氏族にはいずれも首領がおり、オノン川に幕営しており、その数は70クリエン（クリエンは千戸の天幕集団をいう）もあったという。
- ジャアト
- トクラウト（トクラウン）
- クンカサウト（クンカサウン）
- クムサウト
- ウヤト
- ビルカサン（ニルカン）
- クゲル（クルキン）
- トランキト
- ブリ（トリ）
- シンクウト（シヤンクウト）

## ジャライル出身のモンゴル御家人
ジャライル出身のモンゴル御家人は以下の通りである。

### ジャアト・ジャライル部ムカリ国王家
- グウン・ゴア
  - ムカリ・クーヤンク…チンギス・カンのノコルの一人で、左翼万人隊長を務める
- チラウン・カイチ（Čila'un qayiči ＞赤老温愷赤/chìlǎowēn kǎichì）
  - トゲ（Tüge ＞禿格/tūgé）
    - ブギデイ（Bügidei ＞不吉歹/bùjídǎi）

  - カシ（Qaši ＞合失/héshī）
  - チョア（Čo'a ＞搠阿/shuòā）
    - ノカイ（Noqai ＞那海/nàhǎi）
      - 大断事官モンケセル（Möngkeser ＞忙哥撒児/mánggēsāér,منكاسار/munkāsār）…モンケ・カアンに仕える
        - 万人隊長トゴン（Toγon ＞脱歓/tuōhuān）
        - ドルジ（Dorǰi ＞脱児赤/tuōérchì）
          - メンリ・テムル（Mengli temür ＞明礼帖木児/mínglǐ tièmùér）

        - エセン・テムル（Esen temür ＞也先帖木児/yĕxiān tièmùér）
          - ハルガスン（Qarγasun ＞哈剌合孫/hālàhésūn）

        - テムル・ブカ（Temür buqa ＞帖木児不花/tièmùér bùhuā）
          - 中書右丞相パーディシャー（Pādišāh ＞伯答沙/bǎidāshā）

        - ヒンドゥクル（Hinduqur ＞هندقور/hindūqūr）
- ジェブケ（ǰebke ＞者卜客/zhĕbŭkè）…ジョチ・カサルに仕える

### トランギト・ジャライル部コゴチャ家
- コゴチャ（Qoγoča ＞豁火察/huōhuŏchá）
  - ジョチ・チャウルカン（J̌öči ča'urqan ＞朔魯罕/shuòlŭhǎn,جوچی جاورقای/jūchī jāūrqāī）…チンギス・カンのノコルの一人
    - テムデイ（Temüdei ＞忒木台/tèmùtái）
      - アウルクチ（A'uruγči ＞奥魯赤/àolŭchì）
        - バイジュ（Baiǰu ＞拜住/bàizhù）
        - トゴン・ブカ（Toγon buqa ＞脱桓不花/tuōhuán bùhuā）

  - ジョチ・ダルマラ（J̌öči darmala ＞拙赤答児馬剌/zhuōchì dáérmǎlà,جوچی ترمر/jūchī tarmala）
    - クトクト（Qutuqtu ＞قوتوقتو/qūtūtqū）
    - クトクダル（Qutudar ＞قوتوقدار/qūtūqdar）
    - クンドゥカイ（Qunduqai ＞渾都海/húndōuhǎi,قوندقای/qūndqāī）
    - イルゲイ（Ilügei ＞یلکای/īlkāī）
    - アルカン（Arkan ＞ارکن/arkan）

### ジャライル部イルゲイ家
- カダアン（Qada'an ＞قدان/qadān）
  - イルゲイ・ノヤン（Ilügei noyan ＞亦魯該/yìlŭgāi,یلوکای نویان/īlūkāī nūyān）…チンギス・カンのノコルの一人で、オゴデイに与えられる
    - イルチダイ（Ilčidai ＞阿勒赤歹/ālèchìdǎi,یلچیدای/īlchīdāī）
    - ダーニシュマンド（Dānishmand ＞دانشمند）

  - ドロアダイ・バウルチ（Dolo'adai ba'urči ＞朶囉阿歹/duŏluōādǎi,دولادای باورچی/dūlādāī bāūrchī）

### ウヤト・ジャライル部オゲレイ家
- オゲレイ・コルチ…ウヤト氏出身。フレグに随行してイランに移住。

### トクラウン・ジャライル部タイジ家
- タイジ…トクラウン氏出身。

### ジャライル部ブルケ家
- ブルケ…チンギス・カンに仕える

### ジャライル部セチェ・ドモク家
- セチェ・ドモク…バラ・チェルビの父
  - アルカイ・カサル…バラ・チェルビの兄
  - バラ・チェルビ(バラ・ノヤン)…チンギス・カンのノコルの一人
    - マクイ…バラ・チェルビの息子

### ジャライル部ジャライルタイ・イェスル家
- ジャライルタイ・イェスル…チンギス・カンに仕える

### ジャライル部ウカイ家
- ウカイ・カルジャとカラジュ兄弟…チンギス・カンに仕える

### ジャライル部ドクル家
- ドクル・コルチ…チンギス・カンに仕える

### ジャライル部ムゲ家
- ムゲ・ノヤン（Müge noyan ＞木格/mùgé,موكه نویان/mūka nūyān）…チンギス・カンのノコルの一人で、チャガタイに与えられる
  - イェスル（Yesür ＞ییسور/yīsūr）

## 参考資料
- ドーソン（訳注：佐口透）『モンゴル帝国史1』（1989年、平凡社、ISBN 4582801102）
- 村上正二訳注『モンゴル秘史１チンギス・カン物語』（1970年、平凡社、ISBN 4582801633）
- 志茂碩敏『モンゴル帝国史研究 正篇』（東京大学出版会、2013年）